# Guerra do Cauca
A Guerra entre o Equador e Nova Granada, ou Guerra do Cauca, foi um conflito armado que opôs a República de Nova Granada (atual República da Colômbia) contra o Estado do Equador (atual República do Equador), uma vez que os dois países possuíam uma disputa fronteiriça pelo domínio das províncias de Pasto, Popayán e Buenaventura, reivindicadas por ambos conforme as disposições da Lei de Divisão Territorial da República da Colômbia e pelo direito internacional adotado pelas nações latino-americanas do uti possidetis iuris. Culminou em um resultado benéfico para a República de Nova Granada, que manteve todos os territórios disputados.

## Contexto
Os antecedentes da Guerra do Cauca começam em 6 de maio de 1830, quando um congresso se reuniu em Caracas para proclamar a separação da Venezuela e iniciar a dissolução grã-colombiana. Poucos dias depois, em 13 de maio, o Equador também declarou independência, cuja primeira carta fundamental afirmava que: o território do Equador inclui os três departamentos do Equador dentro dos limites do antigo "Reino e Presidência de Quito", pretendendo significar que todos os territórios dos departamentos grã-colombianos de Cauca, Guayaquil, Azuay e Quito estavam sob sua jurisdição. Isto, no entanto, contradizia a carta fundamental de Nova Granada emitida em 1831 e 1832, que baseada na Lei de Divisão Territorial da República da Colômbia de 25 de junho de 1824, estabelecia que seus limites estavam ao sul da Província de Pasto. Quando ambos os Estados aceitaram o uti possidetis iuris de 1810, gerou-se ainda mais polêmica, pois a antiga Província de Popayán estava dividida entre as Reais Audiências de Santafé e de Quito, sua jurisdição estava repartida entre os dois Reinos.

## Desenvolvimento
Nesse período, o primeiro presidente do Equador, o general venezuelano Juan José Flores, conseguiu que alguns clérigos, obedientes às ordens do bispo de Quito, assinassem uma declaração em Pasto a favor da anexação da Província de Pasto ao Equador. Flores publicou uma proclamação para a população de Pasto e Cauca anunciando que enviaria um exército de 3.000 homens a partir de Ibarra para incorporá-los ao Equador. Em 23 de agosto de 1830, os coronéis García e Zamora assinaram o “Ato de Iscuandé” através do qual incorporaram o cantão de Buenaventura ao Equador; poucos meses depois, os cantões de Guapí, López de Micay e Barbacoas seguiram o exemplo. Dada a recusa de José María Obando e José Hilario López em apoiar o regime de Rafael Urdaneta, em 11 de novembro do mesmo ano reuniram-se em Buga uma assembleia para decidir sobre a anexação de Cauca ao Equador, cuja resolução foi afirmativa por maioria de votos. Flores solicitou então que as províncias de Pasto, Popayán e Buenaventura aderissem voluntariamente ao Equador, que tinham representação no Congresso de Quito.
O presidente Juan José Flores, após enviar guarnições a Pasto, visitou essas cidades e emitiu um decreto no qual declarou o antigo Departamento de Cauca incorporado ao Equador. Em 1831 anexou Popayán e o Congresso Ordinário daquele ano declarou oficialmente a incorporação de Cauca ao Equador, mas condicionou essa resolução à Convenção Colombiana para que delimitasse os novos Estados que deveriam compô-la. No início de julho daquele ano, Flores enviou a Bogotá o Coronel Basilio Palacios Urquijo com o objetivo de obter do governo de Nova Granada o reconhecimento do Estado equatoriano e regular as relações diplomáticas entre os dois países, que não chegou a qualquer acordo. Em 22 de julho de 1831, o governo da República de Nova Granada enviou um comunicado ao governo equatoriano através de seu delegado onde exigia insistentemente o retorno deste Departamento a Nova Granada de acordo com a lei de 1824, porém os equatorianos mantiveram sua recusa declarando que a adesão de Cauca ao Equador ocorreu por livre vontade de seus habitantes, o que gerou uma situação diplomática difícil para ambos os países.
No final de 1831, a Convenção Granadina  enviou o General José Hilario López a Popayán para promover a reincorporação de Cauca à República de Nova Granada. Devido ao decreto do Congresso Equatoriano que incorporou Cauca como parte de seu território, o General López em 7 de fevereiro de 1832 assumiu o comando das milícias de Popayán, pois com exceção das províncias de Buenaventura e Pasto, que foram ocupadas por tropas equatorianas, os cantões do Valle del Cauca de Cali, Buga, Toro, Cartago e Nóvita decidiram reintegrar-se em Nova Granada. Em seguida, ocorre o confronto militar entre Equador e Nova Granada. Um combate eclodiu entre o exército equatoriano liderado por Juan José Flores e o exército de Nova Granada, comandado por José María Obando. Em março de 1832, o governo de Nova Granada, chefiado pelo vice-presidente José Ignacio de Márquez, enviou a Quito uma comissão de paz composta por José Manuel Restrepo e o bispo de Santa Marta José María Estévez, sem quaisquer resultados.
Obando recrutou cerca de mil e quinhentos soldados em toda a antiga Cauca e marchou para Pasto, como propósito de capturar a cidade. Quando as forças equatorianas sob o comando do general Antonio Farfán chegaram, haviam recuado devido à atitude hostil do povo de Pasto, e embora os soldados equatorianos tenham triunfado em algumas batalhas, a falta de suprimentos os fez entrar em colapso. Diante desta situação, Obando ofereceu a paz com a condição de que o território disputado fosse devolvido; Flores aceitou uma vez que estava enfrentando a sublevação de suas tropas em Guayaquil.

## Consequências
Em 8 de dezembro de 1832, o tratado de paz, amizade e aliança entre Nova Granada e Equador foi assinado na cidade de Pasto pelo General Joaquín Posada Gutiérrez representando Nova Granada e por Pedro José de Arteta em nome do Equador, estabelecendo o rio Carchi como limite fronteiriço entre os dois países, deixando pendente a decisão sobre a soberania dos portos de La Tola e Tumaco, na província de Buenaventura. O Tratado de Pasto deu limites apenas a uma parte da fronteira, mas não ao resto do território do Equador, que posteriormente foi demarcado com a Colômbia.